# Keya capicola
Keya capicola är en insektsart som beskrevs av Boris Petrovich Uvarov 1941. Keya capicola ingår i släktet Keya och familjen gräshoppor. Inga underarter finns listade i Catalogue of Life.